# Anders Berch den yngre
Anders Berch, född 1736, död 13 januari 1770, var en svensk bankfiskal och tidningsredaktör. Han var son till Anders Berch.
Berch blev student vid Uppsala universitet 1742, avlade juridisk examen 1754 och blev därefter auskultant i Svea hovrätt 1755 och tjänstgjorde under flera år som vice notarie i hovrätten. Under denna tid ägnade han sig främst åt sin juridiska karriär. 1761 blev han protokollförande hos bankokommissarierna. I samband med sin ansökan skrev han en historik över riksbankens historia, något som väckte uppmärksamheten på hans stora kunskaper inom området, och 1762 befordrades han till vice bankofiskal. Berchs ekonomiska sinnelag var dock inte det bästa. Han kom att vräkas från sin bostad på grund av obetald hyra, och vid hans död uppdagades en omfattande förskingring av bankens medel.
För en bredare allmänhet blev Berch känd när han 1768 började ge ut tidningen Posten. Tidningen innehöll som de flesta andra samtida brev i samtida ämnen och fingerade korrespondenser. Berch författade själv stor del av materialet i tidningen, delvis under pseudonymen Candidus. Berch använde även tidningen som politisk propaganda för sitt parti hattarna.